# Obliquaria reflexa
Obliquaria reflexa е вид сладководна мида от семейството на речните миди Unionidae.

## Разпространение
Видът е разпространен в някои от реките от Минесота, на изток през Мичиган, западна Пенсилвания и Онтарио. Неговият югозападен ареал включва Канзас, Оклахома и Тексас. Източният му обхват включва северозападна Грузия.